# Ácsteszér
Ácsteszér is een plaats (község) en gemeente in het Hongaarse comitaat Komárom-Esztergom. Ácsteszér telt 768 inwoners (2001).